# 相生市立双葉中学校
相生市立双葉中学校（あいおいしりつ ふたばちゅうがっこう）は、相生市の双葉地区に位置する公立中学校。
地元では、「双中（ふたちゅう）」の愛称で知られている。

## 沿革
- 1954年、相生市立相生中学校・那波中学校の両校から校区を分離して相生市立双葉中学校創設。校舎は相生中が川原町千の山に移ったことからその旧校舎を利用。
- 1957年、校歌制定（作詞: 小野十三郎、作曲: 川澄健一）。
- 1992年、グアム島から中学生、高校生が来校。
- 1994年、頭髪の規定を見直す。
- 2001年、スクールカウンセラーが配置される。
- 2008年度、生徒会規約を改正。評議員会の名称を改め、評議委員会に改正。また、生徒会事務局と呼ばれる委員会の設置が決定。2009年度に施行された。
- 2024年 - 新制服導入

## 主な学校行事
新入生歓迎球技大会
新入生を歓迎するため毎年5月の定期考査の最終日に実施。クラス対抗でバレーボールをおこなっている。
運動会
リレー走やマスゲーム、ムカデ競走などが中心に行われている。生徒会執行部が毎年障害物競走の障害物を考案する。
文化祭
2日あるうちの一日目は芸術鑑賞会、二日目はクラス対抗合唱コンクールがある。その他にも美術部による成果発表や吹奏楽部によるパフォーマンスも行っている。

## 部活動

### 運動部
- サッカー部
  - 2015年、県大会優勝。
- 陸上競技部
  - 1991年、全国大会出場。
  - 1992年から1994年まで、3年連続でジュニアオリンピック陸上競技大会に出場。400mリレーで1992年に全国3位、1993年に全国8位の記録を残す。ジュニアオリンピック110mMH3位（1994年）。全日本中学校通信陸上競技大会110mMH7位（1995年）。
- バスケットボール部
- バレーボール部
- 野球部
- ソフトテニス部
- 卓球部
- ソフトボール部

### 文化部
- 吹奏楽部
- 美術部

## 不祥事
2023年、同校の男子生徒がいじめを受けて、自殺した。これまでに、同学年の生徒らからのいじめとみられる事案が２件、学校から報告されていたという。学校側は第三者委員会の設置により対処する方針。

## その他
文部省の指定道徳教育推進校。同和教育や人権教育の実践発表会も度々開催されている。

## 校区
以下の小学校の通学区域。
- 相生市立双葉小学校
- 相生市立中央小学校

## 通学区域が隣接している学校
- 相生市立那波中学校
- たつの市立揖保川中学校
- たつの市立龍野西中学校